# Arthur Dreifuss
Arthur Dreifuss (a veces solo Dreyfuss; 1908-1993) fue un director de cine, y, ocasionalmente, productor y guionista estadounidense de origen alemán.
Dreifuss trabajó activamente, a partir de 1939 hasta 1968, dirigiendo alrededor de 50 películas y la producción de un par de cortometrajes de Columbia Pictures. Hacia el final de su carrera, Dreifuss, se centró en las películas de temática juvenil.

## Filmografía
- Double Deal (1939)
- Sunday Sinners (1940)
- Murder on Lenox Avenue (1941)
- The Boss of Big Town (1942)
- Baby Face Morgan (1942)
- The Payoff (1942)
- Ever Since Venus (1944)
- Eadie Was a Lady (1945)
- The Gay Senorita (1945)
- Junior Prom (1946)
- The Last Blitzkrieg (1959)
- The Love-Ins (1967)
- Riot on Sunset Strip (1967)
- The Young Runaways (1968)
- For Singles Only (1968)